# Thunder (Film)
Thunder (auch Sein Name: Thunder) ist ein italienischer Actionfilm in der Tradition der Spaghettiwestern, der im deutschsprachigen Raum am 25. November 1983 in gekürzter Version in die Kinos kam. Produzent Fabrizio De Angelis führte unter seinem Stammpseudonym Larry Ludman auch Regie.

## Handlung
Der indianischstämmige Thunder Martinez kehrt in seine Heimatgegend nach Arizona zurück. Er stellt fest, dass der Vertrag, den die amerikanische Regierung vor hundert Jahren mit seinem Großvater geschlossen hatte, gebrochen wird: Ein Bautrupp ist dabei, die Begräbnisstätte seines Stammes zu zerstören, um eine Sternwarte zu errichten. Nach einer Konfrontation mit den Bauarbeitern sucht er den Sheriff auf, der ihm jegliche Hilfe verweigert. Nachdem er von den Arbeitern zusammengeschlagen wird, sucht er erneut des Sheriffs Hilfe, wird aber auch hier bedroht und verprügelt. Thunder stiehlt in einem Supermarkt Pfeil und Bogen und hält sich nun auf dem Friedhofshügel versteckt. Die nach ihm Fahndenden kann er mit List und aufgrund seiner Fähigkeiten einzeln ausschalten. Ein Journalist recherchiert derweil die Hintergründe; die Baufirma entführt die Freundin Thunders, Sheela. Mit einem gestohlenen Bulldozer kann Thunder nicht nur sein Mädchen befreien, sondern auch die Polizeistation und die Bank, Symbole der korrupten Herrschaft der Gegend, zerstören. Durch ein gelegtes Feuer wird der Friedhofshügel eingeäschert – da nach indianischem Glauben die Seelen der Ahnen nun zerstört sind, verlassen Thunder und Sheela die Gegend, um anderswo neu anzufangen.

## Kritik
Ablehnend äußerte sich das Lexikon des internationalen Films: „Ein dramaturgisch sorgloser, oft unlogischer, in den Actionszenen aufwendiger Asphalt-Western", dessen thematisch nicht uninteressante Variation in Blut und Gewalt erstickt.“ Positiver äußerte sich Il Patologo: „In dieser Mischung aus Rambo und Blutige Spur, die in John Fords Monument Valley gedreht wurde, ragt der monolithische Bo Svenson heraus. Alles in allem kein schlechter Abenteuerfilm.“